# たかしげ宙
たかしげ 宙（たかしげ ひろし、11月2日 - ）は、日本の漫画原作者。東京都大田区出身。小池一夫主催の「劇画村塾」出身（東京第六期生）。

## 作品一覧

### 連載
- スプリガン（作画：皆川亮二 、1989年 - 1996年、『週刊少年サンデー』、小学館）
- KYŌ（作画：皆川亮二、1995年 - 1996年、『小学五年生』・『小学六年生』、小学館）
- 緑の王 VERDANT LORD（作画：曽我篤士、2004年 - 2009年、『月刊マガジンZ』、講談社）
- 死がふたりを分かつまで（作画：DOUBLE-S、2005年 - 2015年、『ヤングガンガン』、スクウェア・エニックス）
- クランド（作画：松本レオ、2007年 - 2009年、『ヒーロークロスライン』、 講談社及びYahoo!コミック〈ウェブコミック〉）
- ALCBANE（作画：衣谷遊、2007年 - 2009年、『ヒーロークロスライン』、講談社及びYahoo!コミック〈ウェブコミック〉）
- NEOCROSS トリアプロクス編（作画：合作[3]、2015年 - 、KATANA、イーブックイニシアティブジャパン〈ウェブコミック〉）
- RDB -レッドデータブック-（作画：六本順、2016年 - 2019年、『ヤングガンガン』、スクウェア・エニックス）

### 読み切り
- 門松くん 〜いすゞ撮影奇談〜（作画：栗原一実、2005年、『月刊マガジンZ』、講談社）
- Brigid（作画：朴晟佑、2008年,2010年、『増刊ヤングガンガン』、スクウェア・エニックス）
- エレメンツ・ネットワーク（作画：衣谷遊、2016年、『ヤングガンガン』、スクウェア・エニックス）

### 小説
- ガンドライバー―遺産（ザ・レガシィ）（挿絵：小野敏洋、1995年、電撃文庫、メディアワークス）
- ゲッターロボ（原作：永井豪・石川賢、挿絵：石川賢、2001年、電撃文庫、メディアワークス）※1巻のみで未完

### その他
- 漫画「全日本妹選手権!!」（堂高しげる、2000年 - 2004年） - 連載後期の3回分原作
- テレビアニメ「キディ・グレイド」（2002年 - 2003年） - 第14話脚本
- 漫画「D-LIVE!!」（皆川亮二、2002年 - 2006年） - 脚本制作
- ラジオドラマ「銀河ロイドコスモX IN ヒーロークロスライン ヒーロークロスラインにクロスせよ!」（原作：関智一、2008年） - 脚本
- ドラマCD「銀河ロイド コスモX IN ヒーロークロスライン ドラマCD」（原作：関智一、2009年） - 脚本

など。

## 関連人物
- 七月鏡一 - 漫画原作者。たかしげと共に皆川亮二の作品「D-LIVE!!」に携わったほか、たかしげの作品「死がふたりを分かつまで」「ALCBANE」がクロスオーバーしている作品「JESUS 砂塵航路」の原作者である。
- 高野真吾 - たかしげと共に皆川亮二の作品「D-LIVE!!」に携わったほか、たかしげの作品「緑の王 VERDANT LORD」「ALCBANE」にて設定協力をしている。
- 福地仁 - メカニックデザイナー。たかしげの作品「緑の王 VERDANT LORD」「ALCBANE」にてデザイン協力をしている。